# دونگی ستایواتس
دونگی ستایواتس (به صربی: Donji Stajevac) یک منطقهٔ مسکونی در صربستان است که در ترگوویشته واقع شده‌است. دونگی ستایواتس ۴۶۱ نفر جمعیت دارد.